# 年谱
年譜，是用編年體記載個人生平事蹟。
年譜編輯最早可追溯到宋元時期，宋代洪兴祖编有《韩愈年谱》，赵子栎编有《杜工部年谱》。1929年錢穆寫《劉向歆父子年譜》，發表在1930年《燕京學報》第七期上。
年譜之記事有時會精細到以日為單位，又稱為日譜。康熙年間馮宸為其師李塨編寫年譜時所說的：“年譜猶日譜耳，日譜記功過以策勵習行，年譜何獨不然？”。亦有人自定日譜，作為省身之工具，猶如日記。李恕谷說：「塨感先生（顏習齋）改過之勇，立日譜，自考自此始。」
目前最龐大的年譜是胡頌平的《胡適之先生年譜長編初稿》，共有十巨冊。